# لرد جورج راسل
لرد جورج راسل (انگلیسی: Lord George Russell; ۸ مهٔ ۱۷۹۰ – ۱۶ ژوئیهٔ ۱۸۴۶) دیپلمات، نظامی و سیاستمدار اهل پادشاهی متحد بریتانیای کبیر و ایرلند بود.